# 羅利 (喬治亞州)
羅利（英語：Raleigh）是位於美國喬治亞州梅里韋瑟縣的一個非建制地區。該地的面積和人口皆未知。

## 地理
羅利的座標為32°56′12″N 84°38′11″W / 32.93667°N 84.63639°W，而該地的平均海拔高度為230米（即755英尺）。